# Congreso del Estado de Aguascalientes
El Congreso del Estado Libre y Soberano de Aguascalientes es el órgano depositario del poder legislativo del estado mexicano de Aguascalientes. Es una asamblea unicameral compuesta por veintisiete diputados, de los cuales dieciocho son electos por mayoría relativa y nueve por representación proporcional.

## Historia
A partir de 1824, con la promulgación de la primera Constitución mexicana, el país se dividió en estados libres y soberanos uno de los cuales fue el estado de Zacatecas cuya jurisdicción pertenecía Aguascalientes. Cada uno de los estados recién reconocidos establecieron su propio poder legislativo a través de un congreso local. A su vez expidieron su propia constitución; en ella el territorio se dividió en partidos y estos en municipalidades, uno de dichos partidos fue el de Aguascalientes. En el año de 1835 se inician los trámites para que el partido de Aguascalientes se constituyera en estado libre y soberano, mediante su separación de Zacatecas, lo cual logra gracias a la pugna entre centralista y federalistas, por lo que el gobierno central, a efecto de afianzar su poder trataba de debilitar a las entidades que defendían con mayor insistencia al federalismo como es el caso de Zacatecas que tuvo que ser sometida mediante el uso de la fuerza por el presidente de la república Antonio López de Santa Anna Bajo la vigencia de la Constitución de 1836, conocida como "Las Siete Leyes" se establece el régimen centralista, por lo que los estados se convierten en departamentos, uno de los cuales fue el de Aguascalientes. El 8 de noviembre se instala el primer congreso del estado libre y soberano de Aguascalientes, funcionó muy poco, ya que en el año de 1847 se restablece la Constitución federal de 1824 el decreto correspondiente se señala que los estados son los mismos contemplados en la constitución original, por lo que se desconoce la separación del partido de Aguascalientes, que se había dado con motivo del movimiento centralista, reclamando Zacatecas la anexión de Aguascalientes y desconociendo a sus poderes locales. A partir de esa fecha las autoridades y pueblos de Aguascalientes inician una lucha para que se le reconozca la categoría de estado libre y soberano, por lo cual promueven en el Congreso de la Unión las reformas correspondientes, mismas que no prosperan por la incertidumbre política. La Constitución federal de 1857 finalmente reconoce a Aguascalientes como un miembro más de la Federación mexicana.

## Legislaturas
| Legislatura | Periodo   |
| ----------- | --------- |
| I           | 1846-1848 |
| II          | 1857-1861 |
| III         | 1861-1863 |
| IV          | 1863-1865 |
| V           | 1867-1868 |
| VI          | 1868-1871 |
| VII         | 1871-1873 |
| VIII        | 1873-1875 |
| IX          | 1875-1877 |
| X           | 1877-1879 |
| XI          | 1879-1881 |
| XII         | 1881-1883 |
| XIII        | 1883-1885 |
| XIV         | 1885-1887 |
| XV          | 1887-1889 |
| XVI         | 1889-1891 |
| XVII        | 1891-1893 |

| Legislatura  | Periodo   |
| ------------ | --------- |
| XVIII        | 1893-1895 |
| XIX          | 1895-1897 |
| XX           | 1897-1897 |
| XXI          | 1899-1901 |
| XXII         | 1901-1903 |
| XXIII        | 1903-1905 |
| XXIV         | 1905-1907 |
| XXV          | 1907-1909 |
| XXVI         | 1909-1911 |
| XXVII        | 1911-1913 |
| XXVIII       | 1913-1915 |
| XXIX         | 1917-1918 |
| XXX          | 1918-1920 |
| XXXI         | 1920-1922 |
| XXXII        | 1922-1924 |
| XXXIII       | 1924      |
| XXXIII (bis) | 1924-1926 |

| Legislatura | Periodo   |
| ----------- | --------- |
| XXXIV       | 1926-1928 |
| XXXV        | 1928-1930 |
| XXXVI       | 1930-1934 |
| XXXVII      | 1934-1938 |
| XXXVIII     | 1938-1942 |
| XXXIX       | 1942-1946 |
| XL          | 1946-1950 |
| XLI         | 1950-1953 |
| XLII        | 1953-1956 |
| XLIII       | 1956-1959 |
| XLIV        | 1959-1962 |
| XLV         | 1962-1965 |
| XLVI        | 1965-1968 |
| XLVII       | 1968-1971 |
| XLVIII      | 1971-1974 |
| XLIX        | 1974-1977 |
| L           | 1977-1980 |

| Legislatura | Periodo   |
| ----------- | --------- |
| LI          | 1980-1983 |
| LII         | 1983-1986 |
| LIII        | 1986-1989 |
| LIV         | 1989-1992 |
| LV          | 1992-1995 |
| LVI         | 1995-1998 |
| LVII        | 1998-2001 |
| LVIII       | 2001-2004 |
| LIX         | 2004-2007 |
| LX          | 2007-2010 |
| LXI         | 2010-2013 |
| LXII        | 2013-2016 |
| LXIII       | 2016-2018 |
| LXIV        | 2018-2021 |
| LXV         | 2021-2024 |
| LXVI        | 2024-2027 |